# Recogida neumática de basura

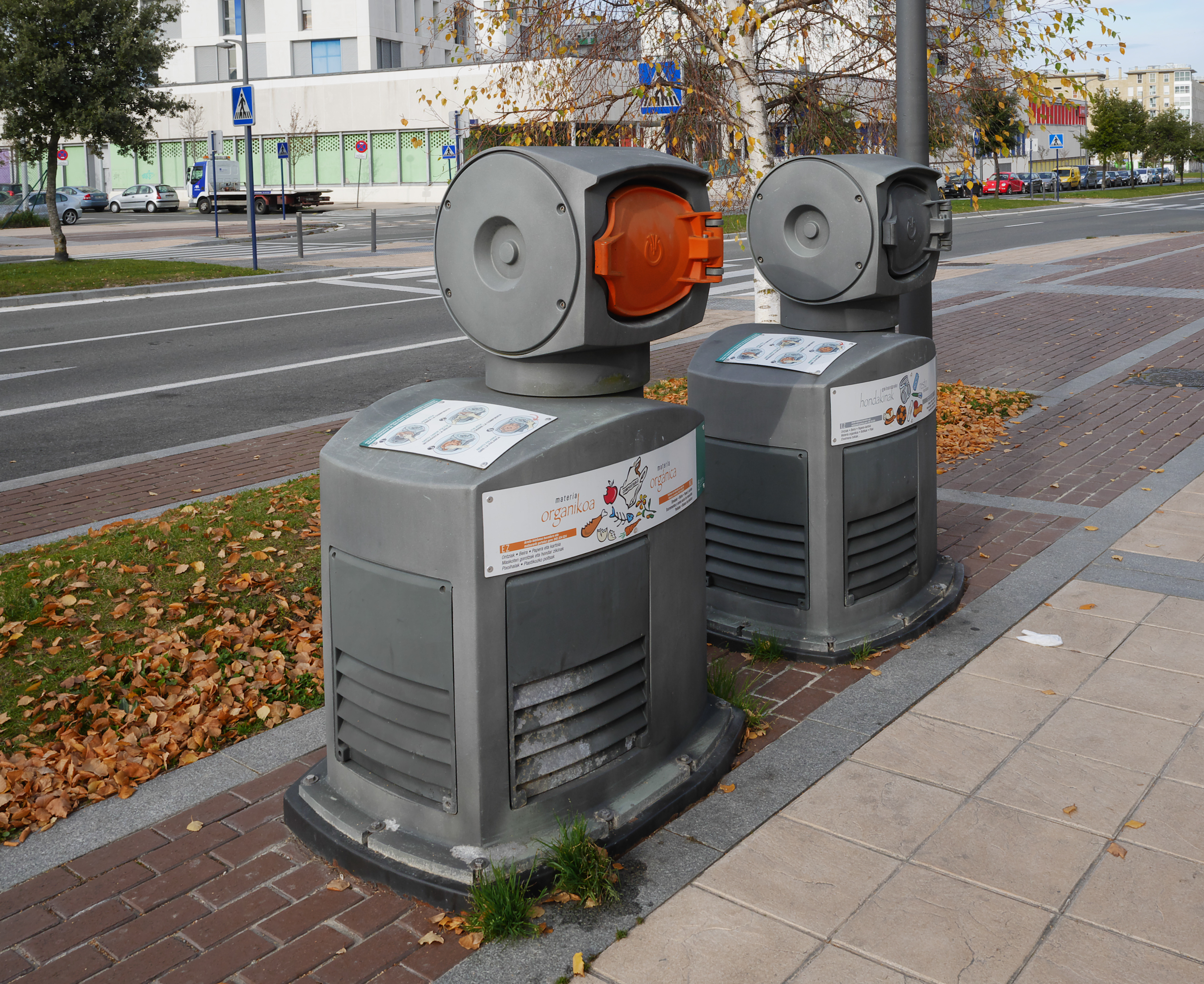
Recogida neumática de basura en Vitoria.

La recogida neumática de basura es un sistema de recogida de basura que absorbe la que se introduce en una especie de buzón en la calle o bajante de los edificios y la transporta por tuberías hasta su destino por medio de vacío. Este sistema no se debe confundir con los contenedores soterrados para residuos sólidos urbanos (RSU), visualmente muy similar pero con los contenedores tradicionales directamente bajo las compuertas de vertido.
El usuario de un sistema de recogida automatizada solo ve un buzón donde introduce la basura, cierra la puerta y acciona una palanca para dejar sitio al siguiente usuario. Debajo de cada buzón hay un contenedor y el sistema automático lo vacía cada cierto tiempo. A pesar de utilizar varios buzones toda la basura va por el mismo tubo. Sin embargo se mantiene clasificada porque se recogen simultáneamente solo las basuras del mismo tipo (orgánica, papel y cartón, envases, etc).
Hay dos sistemas de recogida: 

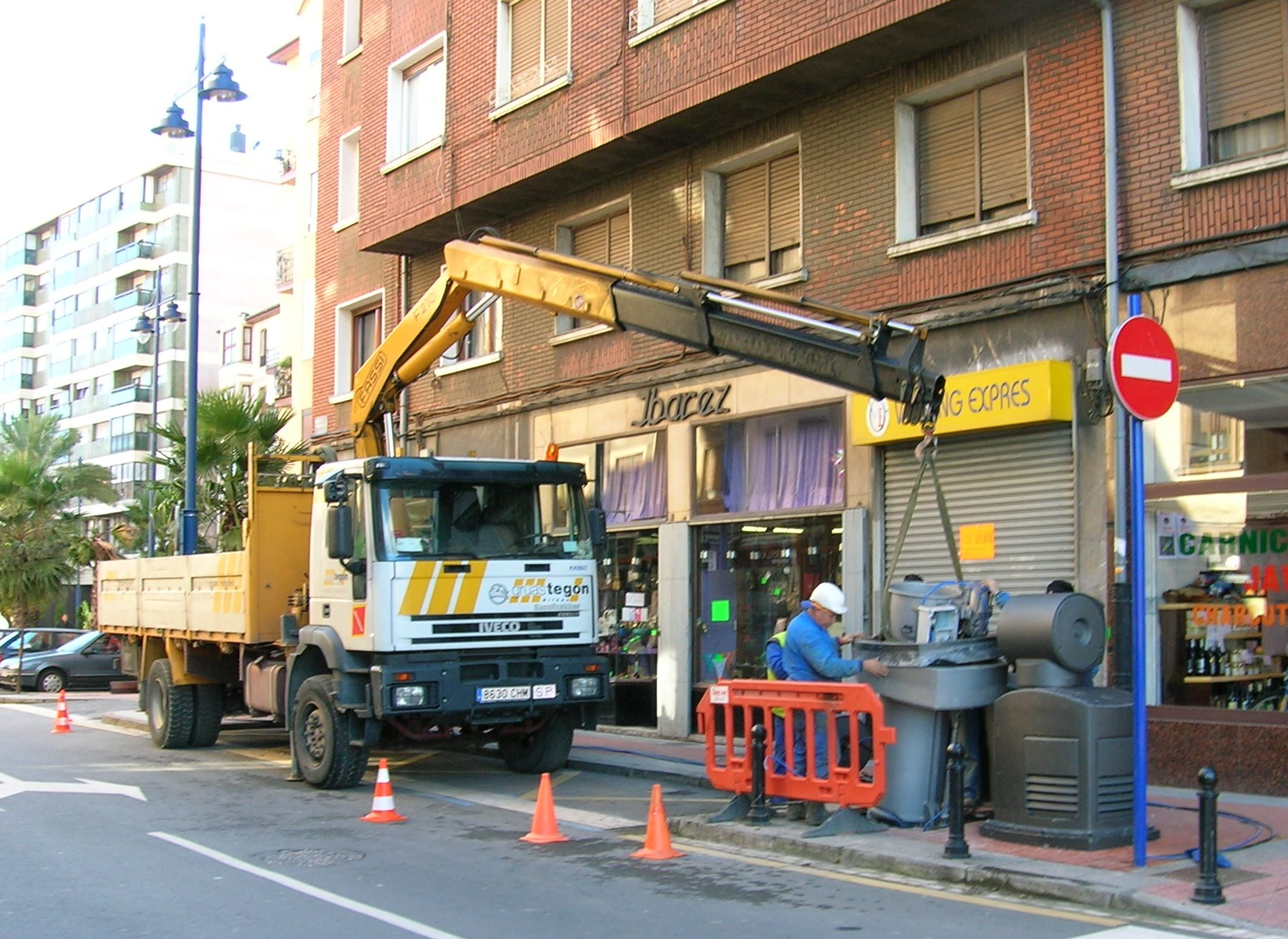
Instalación de un sistema de transporte neumático de basura en Baracaldo.

- El sistema móvil desplaza la basura hasta una central cercana y posteriormente se recoge con un camión de basura y se le da el tratamiento habitual. Tiene la ventaja que el camión hace menos paradas, recorre menos distancia y no tiene que callejear por lugares poco adecuados para vehículos grandes.
- El sistema fijo lleva la basura directamente al destino, sin utilizar camiones.

El móvil es más adecuado para grupos de población pequeños y alejados del punto de recepción (ej, urbanizaciones de chalets) y el fijo para zonas con una gran concentración de población (p.ej, centro de la población).
En algunos casos es más barato, sin embargo energéticamente es menos eficiente que los camiones. De todas formas su idoneidad depende del tipo de población. Con alta concentración de usuarios y volúmenes altos de residuos las ventajas favorecen al sistema automático.